# Binzago
Binzago (Binzagh in dialetto brianzolo, AFI: [binˈtsaːk]) è una frazione del comune di Cesano Maderno, in provincia di Monza e Brianza.
Antico comune della Provincia di Milano (in passato conosciuto con i nomi di "Blanzago", "Bianzagum" o "Blanzagum"), fu soppresso con Regio Decreto del 9 febbraio 1869 ed aggregato al comune di Cesano Maderno, come peraltro era già avvenuto in età napoleonica.
Il 19 agosto 1724 Eramo Aliprandi Martinego (nato nel 1696 e deceduto nel 1756), patrizio milanese, ebbe dall'imperatore Carlo VI d'Asburgo il titolo di marchese da appoggiarsi al feudo di Binzago. In quest'ultima località possedeva terreni e una casa di propria abitazione. Fu benefattore del Santuario di Santa Maria della Frasca.
Nel territorio della frazione si trova il Santuario Madonna delle Grazie risalente al XIII secolo. Sorgeva anticamente a fianco del santuario un convento di clausura delle monache umiliate.